# 3878 Jyoumon
3878 Jyoumon este un asteroid din centura principală, descoperit pe 14 noiembrie 1982 de Hiroki Kosai și Kiichiro Hurukawa.